# Бологовски рејон
Бологовски рејон (рус. Бологовский район) административно-територијална је јединица другог нивоа и општински рејон на северу Тверске области, у европском делу Руске Федерације.
Административни центар рејона је град Бологоје. Према проценама националне статистичке службе Русије за 2014. на територији рејона је живело 36.257 становника или у просеку око 15,89 ст/км².

## Географија
Бологовски рејон се налази на северу Тверске области и обухвата територију површине 2.281 км². На северу и западу граничи се са рејонима Новгородске области, док остале границе чине три општинска рејона Тверске области. То су Удомљански рејон на истоку, Вишњеволочки на југоистоку и Фировски рејон на југу. На западу уз границу са Новгородском облашћу налази се засебан градски округ затвореног града Озјорни.
Територија Бологовског рејона налази се на источним деловима Валдајског побрђа и у целости је карактерише брдовит и благо заталасан рељеф. Највиша тачка рејона лежи на надморској висини од 222 метра. Цела рејонска територија припада сливном подручју реке Мсте (једна од најважнијих притока језера Иљмењ) и њене притоке Березајке, односно басену Балтичког мора. Важнији водотоци су још и Валдајка (притока Березајке) и Шлина (притока реке Цна, такође део басена реке Мсте).
Баш као и цео Валдајско побрђе тако је и територија Бологовског рејона позната по бројним језерима, од којих су највећа Кафтино (32,4 км²) и Пирос (30,9 км²). Уз реку Мсту налазе се бројне мртваје од којих је најпознатије Дуго језеро.
Под шумама је око 40% рејонске територије, а доминирају четинарске и мешовите шуме. Око 7% територије отпада на мочварна подручја и тресаве.

## Историја
Претеча савременог општинског рејона био је Бологовски округ Новгородског покрајинског извршног одбора основан 7. јуна 1918. године. У његове границе ушло је неколико парохија Валдајског округа некадашње Новгородске губерније. Округ је распуштен већ наредне године, а поново је успостављен 1927. као општински рејон у границама тадашњег Боровичког округа Лењинградске области. Године 1930. укинути су окрузи као јединице локалне самоуправе, а Бологојски рејон долази под директну управу обласне администрације. У границама Калињинске области (данас Тверска област) Бологовски рејон се налази од њеног оснивања 29. јануара 1935. године.

## Демографија и административна подела
Према подацима пописа становништва из 2010. на територији рејона су живела укупно 38.557 становника, док је према процени из 2014. ту живело 36.257 становника, или у просеку 15,89 ст/км². Од тог броја око 60% популације живи у административном центру рејона граду Бологоје.
| 1959. | 1970. | 1979. | 1989.  | 2002.  | 2010.  | 2014.    |
| ----- | ----- | ----- | ------ | ------ | ------ | -------- |
| ---   | ---   | ---   | 32.790 | 18.757 | 38.557 | 36.257** |

Напомена: * не рачунајући градско становништво Бологоја; ** према процени националне статистичке службе.
На подручју рејона постоји укупно 158 насељених местаподељених у две градске и 9 сеоских општина. Статус града има административни центар Бологоје, док насеље Куженкино има административни статус варошице.

## Саобраћај
Бологовски рејон је заједно са градом Бологоје једдно од најважнијих железничких чворишта у Тверској области. Преко територије рејона пролази важна национална железница на релацији Москва–Санкт Петербург, а од града Бологоја се одвајају правци Бологоје—Осташков—Великије Луки, Бологоје—Валдај—Стараја Руса—Псков, Бологоје—Сонково.
Преко територије рејона пролази и деоница аутопута од националног значаја М10 који директно повезује Москву и Санкт Петербург, преко Твера и Великог Новгорода.